# Charles W. Misner
Charles W. Misner, né le 13 juin 1932 à Jackson (Michigan) et mort le 24 juillet 2023, est un physicien américain spécialiste de la relativité générale. Il est surtout connu pour avoir été coauteur du premier ouvrage de référence moderne sur la relativité générale, Gravitation, habituellement nommé MTW du nom de ses trois auteurs (Charles Misner, Kip Thorne et John Wheeler).

## Biographie
Charles Misner soutient sa thèse à l'université de Princeton, sous la direction de John Wheeler. 
Il a encadré plusieurs étudiants en thèse, notamment Richard Matzner. Il a par la suite travaillé sur de nombreux aspects en relation avec la relativité générale. Avec Richard Arnowitt et Stanley Deser, il a notamment proposé une définition de l'énergie associée au champ gravitationnel dans certains espaces-temps en relativité générale (voir énergie ADM (en)), ainsi qu'une formulation hamiltonienne de celle-ci (voir formalisme ADM). Il a participé à l'étude des propriétés de plusieurs solutions exactes de la relativité générale, comme l'espace de Taub-NUT. Il a également étudié un modèle cosmologique atypique, l'univers mixmaster, qui fut un temps considéré comme un candidat possible à la résolution du problème de l'horizon en cosmologie.
Charles Misner est professeur émérite à l'université du Maryland.